# La Vista (Nebraska)
La Vista – miasto w Stanach Zjednoczonych, w stanie Nebraska, w hrabstwie Sarpy.